# Nyagashubi
Nyagashubi är ett periodiskt vattendrag i Burundi.   Det ligger i provinsen Gitega, i den centrala delen av landet, 80 km öster om huvudstaden Bujumbura.
I omgivningarna runt Nyagashubi växer huvudsakligen savannskog. Runt Nyagashubi är det tätbefolkat, med 276 invånare per kvadratkilometer.